# Judith Friedlander
Judith Friedlander (Budapest, 1944) es una antropóloga e investigadora estadounidense, vinculada al Hunter College de Nueva York.

## Trayectoria
En su desarrollo profesional, Friedlander ha estado vinculada a cuestiones sobre cultura, etnicidad y género. En 1968, acudió al Archivo General de Indias de Sevilla, en España, para investigar sobre "Etnohistoria del estado de Morelos, México". Cinco años después, en 1973, defendió su tesis doctoral sobre Antropología en la Universidad de Chicago.
En la década de los 90 del siglo XX fue decana de Ciencias Sociales en el Hunter College y desde 2002 hasta 2006 ejerció como decana de Artes y Ciencias en esa misma institución. Su actividad profesional también se desarrolló, en los años 80 y 90, en la universidad neoyorquina The New School como decana de la Facultad de Ciencias Políticas y Sociales y como profesora Eberstadt. Su vinculación a dicha institución dio como resultado la creación del Centro Internacional de Migración, Etnicidad y Ciudadanía y del Centro de análisis de Política Económica. Asimismo, también consiguió que se modificase el Programa de Europa Central y Oriental en el "Centro Transregional para el Esstudio de la Democracia".
Es más conocida por su obra "Ser indio en Hueyapan: Un estudio de identidad obligada en el México contemporáneo", publicada en 1975, en la que aborda la vida y la cultura indígena latinoamericana en Hueyapan, México. También se la conoce por "Vilna on the Seine: Jewish Intellectuals in France Since 1968", publicada en 1990, un trabajo en el que narra las viviencias de distintos grupos de intelectuales judíos en Francia. Su interés por esta cuestión se debe a que en las décadas de 1930 y 1940, un grupo de académicos judíos, en su mayoría de Alemania y Francia, y principalmente del ámbito de las ciencias sociales, llegaron a Estados Unidos como refugiados y comenzaron a trabajar en "The New School". Varios de estos académicos, en particular aquellos con experiencia en política, teoría social y política económica, sirvieron en la administración Roosevelt.
Ya en el siglo XXI publicó, en febrero de 2019, el libro "A Light in Dark Times: The New School for Social Research and Its University in Exile" en el que reconstruye la historia de "The New School" teniendo en cuenta el contexto actual en el que la libertad académica se, los disidentes intelectuales y la educación democrática se encuentran en el foco de los debates.

## Reconocimientos
En 2020, Friedlander fue incluida dentro del proyecto “Mujeres Investigadoras en los Archivos Estatales (1900-1970)” para la descripción archivística y creación de un micrositio específico en el Portal de Archivos Españoles (PARES), desarrollado entre 2020-2023. Este proyecto ha sido impulsado por la Subdirección General de Archivos Estatales, con el objetivo visibilizar la labor de investigación realizada en España por las mujeres en el intervalo 1900-1970 partiendo de los registros documentales que se conservan en los Archivos de Gestión de los AAEE del Ministerio de Cultura (el Archivo Histórico Nacional, el Archivo de la Corona de Aragón, el Archivo General de Simancas, el Archivo General de Indias, el Archivo de la Real Chancillería de Valladolid, el Archivo General de la Administración y el Centro de Información Documental de Archivos).